# エアーズネット
株式会社エアーズネットは、インターネットカフェ「エアーズカフェ」や、カフェ「ロースターズカフェ」を運営していた企業。2017年3月1日、事後処理を弁護士に一任して事業を停止、PCCSがエアーズカフェを継承した。

## 概要
- 社名　株式会社エアーズネツト (AIRSNET,LTD.)（商業登記上は「ッ」ではなく「ツ」）
- 所在地　〒261-7117　千葉市美浜区中瀬二丁目6番地１　ワールドビジネスガーデン　マリブイースト 17 階
- 設立　2000年10月2日
- 資本金　1億円
- 従業員数　100名（アルバイト含む）
- 代表者　代表取締役　本多潔

## エアーズカフェ
外部リンクの公式サイトに掲載されている店舗のうち、2022年11月27日時点で小千谷店、南柏店、平塚店、飯田店はすでに閉店しており、新潟駅前店についても2023年8月31日に閉店し、現存する店舗は無い。

### 2017年3月時点の店舗
- 蘇我店
- 浦安店
- 八千代台店
- 南柏店
- 八柱店
- 花小金井店
- 金町店
- 亀有店
- 両国店
- 平塚店
- 二俣川店
- 星ヶ丘店
- 布施店
- 玉造店
- 東加古川店
- 太子店
- 新潟駅前店
- 小千谷店
- 飯田店
- 岡谷店